# 160 (число)
160 (Сто шістдеся́т) — натуральне число між  159 та  161.

## У математиці
- Сума перших одинадцяти  простих чисел: 160 = 2 + 3 + 5 + 7 + 11 + 13 + 17 + 19 + 23 + 29 + 31.
- 160 —  парне тризначне число.
- Сума  цифр числі 160 — 7
- Добуток цифр цього числа — 6
- Квадрат числа 160 — 25 600
- 160 — максимум сіракузької послідовності для числа 184.

## В інших галузях
- 160 рік.
- 160 до н. е.
- 160-й окремий саперний батальйон — військова частина у збройних силах  СРСР під час Другої світової війни.
- 160-й меридіан східної довготи.
- NGC 160 — галактика в сузір'ї Андромеда.